# Федеральне відомство із захисту конституції та боротьби з тероризмом
Федеральне відомство із захисту конституції та боротьби з тероризмом(Bundesamt für Verfassungsschutz und Terrorismusbekämpfung, «BVT») — австрійська поліцейська організація, яка діяла як національна розвідувальна служба. До її завдань входив захист конституційних органів Австрійської Республіки та їхньої дієздатності. Агентство було створено на основі австрійської державної поліції, а також різних спеціальних підрозділів, спрямованих по боротьбі з організованою злочинністю та тероризмом, які підпорядковувалися Генеральному управлінню громадської безпеки (Generaldirektion für die öffentliche Sicherheit, «GDföS»), яке, своєю чергою, є департаментом Федерального міністерства внутрішніх справ. BVT публікує Verfassungsschutzbericht, щорічний звіт про стан захисту конституції.
Наприкінці 2021 року після критики за очевидні невдачі у запобіганні віденському теракту 2020 року BVT було розпущено та замінено новим Управлінням державної безпеки та розвідки (DSN).

## Історія
BVT було створено у 2002 році шляхом реорганізації різних спецпідрозділів Федерального міністерства внутрішніх справ і колишньої державної поліції. Це було зроблено у відповідь на загрозу громадській безпеці, спричинену зростанням міжнародного тероризму. Після терактів 11 вересня Федеральний міністр внутрішніх справ Ернст Штрассер наказав реструктуризувати антитерористичні зусилля Австрії.
Директором був призначений Герт-Рене Поллі, офіцер Служби безпеки Австрії (Heeresnachrichtenamt). Після відставки Поллі в жовтні 2007 року його наступником було призначено Петера Грідлінга, колишнього директора австрійської антитерористичної групи.
28 лютого 2018 року Федеральна поліція Австрії за наказом прокурорів, які проводили антикорупційне розслідування, провела обшук в офісі BVT, вилучивши конфіденційну інформацію про ультраправі групи, які, як відомо, близькі до FPÖ. Петера Ґрідлінґа відсторонили від роботи на час проведення обшуків.
Після теракту у Відні 2020 року Еріха Цветтлера було відсторонено від роботи у BVT, а замість неї було створено нову організацію DSN. За словами одного європейського дипломата, який проживає у Відні, BVT був «настільки скомпрометований, що на деякий час було відсторонено від значної частини європейської діяльності з обміну розвідданими». Стверджувалося, що BVT було скомпрометоване російськими спецслужбами, до такої міри, що на певний момент було відсторонено від європейського обміну розвідданими. Австрійський урядовець повідомив про те, що в Австрії відбувається широке реформування силових структур країни.
Через два роки після розпуску BVT у 2023 році стало відомо, що у 2015 році австрійські агенти BVT домагалися надання посвідки на проживання і притулку в Австрії для сирійського генерала, якого підозрювали в злочинах під час громадянської війни в Сирії. Передбачається, що це сталося під тиском ізраїльської секретної служби Моссад після того, як генерал перейшов на бік пов'язаної з Ізраїлем «Вільної сирійської армії».
Правовою основою для BVT був Sicherheitspolizeigesetz («Закон про федеральну поліцію безпеки»). BVT існував як федеральне відомство з дев'ятьма бюро, по одному в кожній з дев'яти земель Австрії, які, як правило, розташовувалися поряд з державною поліцією в столиці відповідної землі.
Для нагляду за BVT Австрійська національна рада створила постійний підкомітет внутрішніх справ.